# Cuộc tổng tuyển cử năm 2018 của nước Cộng hòa nhân dân Lugansk
Cuộc tổng tuyển cử của nước Cộng hòa nhân dân Lugansk tự xưng diễn ra vào ngày 11 tháng 11 năm 2018. Tương tự như cuộc tổng tuyển cử năm 2014, cuộc tổng tuyển cử năm 2018 tại Cộng hòa nhân dân Lugansk diễn ra đồng thời với cuộc tổng tuyển cử tại Cộng hòa nhân dân Donetsk tự xưng.
Cuộc tổng tuyển cử đã bầu ra Người đứng đầu và Xô viết nhân dân Cộng hòa nhân dân Lugansk gồm có 50 đại biểu.
Các ứng cử viên ứng cử chức vụ Chủ tịch nước có ông Oleg Valeryevich Koval, ông Leonid Ivanovich Pasechnik, bà Natalya Vladimirovna Sergun, bà Lyudmila Valentinovna Rusnak, ông Leonid Nesterovich Derzhak, ông Roman Teodorovich Oleksin, ông Vladimir Aleksandrovich Rodionov và ông Yuri Mikhailovich Ryaplov.

## Kết quả
Chủ tịch nước Leonid Pasechnik đắc cử với 68.3% số phiếu bầu. Trong cuộc bầu cử vào Xô viết nhân dân, đảng Hòa bình cho Lugansk giành đa số với 74.13% số phiếu ủng hộ, đảng Liên minh kinh tế Lugansk giành thiểu số với 25.16% số phiếu ủng hộ. 0.72% số phiếu tại cuộc bầu cử Xô viết nhân dân không hợp lệ.

### Chủ tịch nước
- Ông Oleg Valeryevich Koval — 144,441 phiếu
- Ông Leonid Ivanovich Pasechnik — 596,230 phiếu
- Bà Lyudmila Valentinovna Rusnak — 51,500 phiếu
- Bà Natalya Vladimirovna Sergun — 69,396 phiếu

### Tại Xô viết nhân dân
- Đảng Hòa bình cho Lugansk - 37 ghế
- Đảng Liên minh kinh tế Lugansk - 13 ghế

## Đánh giá
Liên minh châu Âu không công nhận kết quả của cuộc tổng tuyển cử này, đồng thời áp đặt lệnh một số lệnh cấm vận lên các quan chức.
Bà Olga Kobtseva, đại diện nước Cộng hòa nhân dân Lugansk tại phân nhóm Nhân đạo của nhóm Liên lạc, người đứng đầu nhóm phụ trách trao đổi tù binh của Cộng hòa nhân dân Lugansk thông báo rằng cuộc tổng tuyển cử không đi ngược lại với tinh thần của Thỏa thuận Minsk.